# Paris-Marseille Jernbane
Jernbanen fra Paris til Marseille er en vigtig fransk 802 kilometer lang hovedåre, der forbinder Gare de Lyon i Paris med den sydligt beliggende havneby Marseille via Dijon og Lyon. Jernbanen åbnedes i flere sektioner mellem 1847 og 1856, den sidste sektion åbnede omkring Lyon. Åbningerne af højhastighedslinjerne LGV Sud-Est, LGV Rhône-Alpes og LGV Méditerranée i hhv. 1983, 1994 og 2001 har reduceret vigtigheden af denne strækning, der dermed betyder færre passagertog. Godstog benytter stadig udelukkende denne jernbane, da disse ikke må benytte højhastighedslinjerne.
Jernbanens officielle strækningsnummer er 830 000 i henhold til det nationale jernbanenetværk. Linjen løber parallelt med højhastighedslinjerne LGV Sud-Est, LGV Rhône-Alpes og LGV Méditerranée. I dag benytter næsten udelukkende TER-tog strækningen. I 1997 blev strækningen, samt resten af Frankrigs jernbanenet, overtaget af Réseau Ferré de France (RFF), Frankrigs svar på det danske Banedanmark.

## Historie
Sektionerne Paris-Lyon, Lyon-Avignon og Avignon-Marseille blev bygget og udnyttet af tre forskellige firmaer, der fusionerede til Chemins de Fer de Paris à Lyon et à la Méditerranée i 1857. Firmaerne der opererede på Lyon-Avignon og Avignon-Marseille fusionerede allerede i 1852. Den første sektion, der åbnedes i 1847, leder fra Rognonas nær Avignon til Pas-des-Lanciers nær Marseille. Pas-des-Lanciers – Marseille åbnedes i 1848. I 1849 blev sektionerne Paris-Tonnerre, Dijon – Chalon-sur-Saône og Avignon-Rognonas åbnet. I 1851 åbnedes Tonnerre-Dijon. I 1854 blev linjen fra Marseille til Avignon udvidet til Valence samtidig med at linjen fra Paris til Chalon blev udvidet til Lyon-Vaise. I 1855 blev Valence forbundet med La Guillotière, en sydlig bydel i Lyon. I 1856 åbnedes passagen gennem Lyon fra La Guillotière til Vaise. Ved åbningen af denne passage, færdiggjordes opbygningen af hele strækningen.

## Rute
Jernbanen forlader Gare de Lyon i Paris i sydøstlig retning. Den krydser floden Marne i Charenton-le-Pont, og herefter følger den med langs Seinen indtil Crosne. Omkring Melun krydser den Seinen, og følger den vestom langs Fontainebleau-skoven. Efter Montereau-Fault-Yonne, følger jernbanen langs med Yonne, som den krydser ved Migennes. Efter Dijon drejer jernbanen stik syd og leder langs den østlige side af Côte-d'Or, der er berømt for sine vinmarker. I Chalon-sur-Saône når jernbanen floden Saône, som den følger langs med indtil den når til Lyon. Efter Collonges-au-Mont-d'Or (beliggende nord for Lyon) deles jernbanen i to, der samles igen ved La Guillotière, der er en sydlig bydel af Lyon. Før og efter Lyon-Perrache og Lyon-Part-Dieu krydser jernbanen Rhône og Saône, henholdsvis. Der eksisterer en strækning mellem Lyon og Nîmes der løber parallelt med denne, den anvendes dog hovedsageligt til godstransport.
Jernbanen fortsætter gennem Valence, Avignon og Arles, hvorefter den forlader Rhône og vender østom. Den passerer den nordlige kystlinje af Étang de Berre. Efter en samlet længde på 862 km, når strækningen endestationen Gare de Marseille-Saint-Charles.

## Trafik
Paris-Marseille benyttes af følgende servicer:
- En enkelt TGV på det meste af strækningen.
- Corail Intercités og Corail Téoz mellem Paris og Nevers.
- Forskellige TER-divisioner på hele strækningen.
- RER linje D mellem Paris og Melun.